# Le Sap
Le Sap is een plaats en voormalige gemeente in het Franse departement Orne (regio Normandië) en telt 939 inwoners (1999). De plaats maakt deel uit van het arrondissement Argentan. Op 1 januari 2016 fuseerde Le Sap met de gemeente Orville tot de gemeente Sap-en-Auge. 

## Geografie
De oppervlakte van Le Sap bedraagt 22,5 km², de bevolkingsdichtheid is 41,7 inwoners per km².
De onderstaande kaart toont de ligging van Le Sap met de belangrijkste infrastructuur en aangrenzende gemeenten.

## Demografie
Onderstaande figuur toont het verloop van het inwonertal (bron: INSEE-tellingen).